# 国鉄タキ1150形貨車
国鉄タキ1150形貨車（こくてつタキ1150がたかしゃ）は、かつて日本国有鉄道（国鉄）及び1987年（昭和62年）4月の国鉄分割民営化後は日本貨物鉄道（JR貨物）に在籍した私有貨車（タンク車）である。
本形式の元になったタキ7650形についてもここで解説する。

## タキ1150形
本形式は、過酸化水素専用の30t積タンク車として1965年（昭和40年）10月30日から1974年（昭和49年）2月16日にかけて14ロット29両（タキ1150 - タキ1178）が汽車製造、三菱重工業、帝國車輛工業、富士重工業、日立製作所の5社で製作された。
落成時の所有者は、三菱江戸川化学、日本パーオキサイド、安宅産業、丸正産業の4社であり、その主な常備駅は、南四日市駅、郡山駅、岳南富士岡駅である。
三菱江戸川化学所有車は、1971年（昭和46年）12月17日に日本瓦斯化学工業との合併により三菱瓦斯化学へ名義変更された。
安宅産業所有車は、1977年（昭和52年）2月26日に、丸正産業所有車は、同年12月27日に東海電化工業へ名義変更された。
日本パーオキサイド所有の内1両（アコタキ1159）は、1987年（昭和62年）5月に三菱瓦斯化学へ名義変更され常備駅は、南四日市駅に変更された。
1979年（昭和54年）10月より化成品分類番号「化侵58」（酸化性の物質、侵食性の物質、酸化性物質、侵食性のあるもの）が標記された。
タンク体は、積荷の分解防止のため純アルミニウム（A1070）製、ドーム付きのキセ（外板）なし直胴タイプである。記号番号表記は、特殊標記符号「コ」（全長 12 m 以下）に加え、破損防止の注意喚起のため副記号「ア」を冠し、「アコタキ」と称し、タンク体には「純アルミ」、「連結注意」と標記された。タンク体の長さは9,350mm、内径は1,950mmである。タンク内部には、補強のため皿形の波除け板が4 - 6枚設置されている。受台は、強度の低い純アルミニウム製タンクを支えるため、大型である。荷役方式は、積込は液出入管から行い、荷卸しは液出入管と空気加圧による上出し方式である。液出入管と空気管はドームの頂部に設けられ、空気管には異物除去用のフィルターが内蔵されている。塗色は、アルミニウム地肌の銀色である。
全長は10,800mm、全幅は2,448mm、全高は3,839mm、台車中心間距離は6,700mm、実容積は26.8m3、自重は15.6t、換算両数は積車4.5、空車1.6である。台車は、ベッテンドルフ式のTR41Cである（アコタキ1176 - アコタキ1178のみTR41E-12）。
1987年（昭和62年）4月の国鉄分割民営化時には25両（アコタキ1150 - アコタキ1157、アコタキ1159、アコタキ1161 - アコタキ1165、アコタキ1167、アコタキ1168、アコタキ1170 - アコタキ1178）がJR貨物に継承されたが、1995年（平成7年）度末時点では16両（アコタキ1150 - アコタキ1157、アコタキ1159、アコタキ1161 - アコタキ1165、アコタキ1175、アコタキ1178）が現存していたが、2003年（平成15年）5月に最後まで在籍した12両（アコタキ1150 - アコタキ1157、アコタキ1159、アコタキ1161 - アコタキ1165）が廃車となり同時に形式消滅となった。

### 年度別製造数
各年度による製造会社と両数、所有者は次のとおりである。（所有者は落成時の社名）
- 昭和40年度 - 3両
  - 汽車製造 2両 三菱江戸川化学（アコタキ1150・アコタキ1151）
  - 三菱重工業 1両 三菱江戸川化学（アコタキ1152）
- 昭和41年度 - 3両
  - 汽車製造 2両 三菱江戸川化学（アコタキ1153・アコタキ1154）
  - 帝國車輛工業 1両 三菱江戸川化学（アコタキ1155）
- 昭和42年度 - 2両
  - 帝國車輛工業 1両 三菱江戸川化学（アコタキ1156）
  - 汽車製造 1両 三菱江戸川化学（アコタキ1157）
- 昭和43年度 - 15両
  - 富士重工業 3両 日本パーオキサイド（アコタキ1158 - アコタキ1160）
  - 汽車製造 3両 三菱江戸川化学（アコタキ1161 - アコタキ1163）
  - 汽車製造 2両 三菱江戸川化学（アコタキ1164・アコタキ1165）
  - 富士重工業 5両 日本パーオキサイド（アコタキ1166 - アコタキ1170）
  - 日立製作所 2両 安宅産業（アコタキ1171・アコタキ1172）
- 昭和44年度 - 3両
  - 日立製作所 1両 丸正産業（アコタキ1173）
  - 日立製作所 2両 安宅産業（アコタキ1174・アコタキ1175）
- 昭和48年度 - 3両
  - 日立製作所 3両 安宅産業（アコタキ1176 - アコタキ1178）

## タキ7650形
本形式は、過酸化水素専用の25t積タンク車として1964年（昭和39年）2月28日に三菱重工業にてタム2300形タム12355より改造した車両である。1形式1両のみの生産であり、これ以降の製造はタキ1150形となった。
落成時の所有者は、三菱江戸川化学であり、常備駅は南四日市駅であった。社名は、1971年（昭和46年）12月17日に日本瓦斯化学工業との合併により三菱瓦斯化学となった。
1979年（昭和54年）10月より化成品分類番号「化侵58」（酸化性の物質、侵食性の物質、酸化性物質、侵食性のあるもの）が標記された。
改造に際してタンク体は新製され、積荷の分解防止のため純アルミニウム（A1070）製、ドーム付きのキセ（外板）なし直胴タイプである。記号番号表記は、特殊標記符号「コ」（全長 12 m 以下）に加え、破損防止の注意喚起のため副記号「ア」を冠し、「アコタキ」と称し、タンク体には「純アルミ」、「連結注意」と標記された。タンク体の長さは8,532mm、内径は1,885mmである。タンク内部には、補強のため皿形の波除け板が4枚設置されている。受台は、強度の低い純アルミニウム製タンクを支えるため、大型のものが4個である。荷役方式は、積込は液出入管から行い、荷卸しは液出入管と空気加圧による上出し方式である。液出入管と空気管はドームの頂部に設けられ、空気管には異物除去用のフィルターが内蔵されている。塗色は、アルミニウム地肌の銀色である。
全長は10,300mm、全幅は2,500mm、全高は3,852mm、台車中心間距離は6,200mm、実容積は22.4m3、自重は14.8t、換算両数は積車4.0、空車1.6である。台車は、ベッテンドルフ式のTR41Bであったが、第二次台車改造によりコイルばね式のTR41DSに改造されている。
1987年（昭和62年）4月の国鉄分割民営化時に車籍がJR貨物に継承され、1995年（平成7年）度末時点では健在であったが、2003年（平成15年）5月に廃車となり同時に形式消滅となった。